# Елизабета Баварска (1383-1442)
Елизабета Баварска (на немски: Elisabeth von Bayern; 1361 – 1382) от династията Вителсбахи е принцеса от Бавария-Ландсхут и съпруга на Марко Висконти, господарят на Парма.
Тя е единствената дъщеря на херцог Фридрих, херцог на Бавария-Ландсхут, и първата му съпруга Анна от Нойфен.
На 12 август 1365 г. четиригодишната Елизабета е сгодена в Милано за Марко Висконти (1364 – 1382), най-възрастният син на Бернабо Висконти. Елизабета се омъжва Марко Висконти сл. 1367 г. Тя донася зестра от ок. 45 000 златни дукати. 
От 1379 г. Марко е съвладетел на Милано и управител на Парма. Елизабета умира на 17 януари 1382 г. само две седмици след нейния съпруг († 3 януари 1382). Бракът е бездетен. Двамата са погребани в Милано.